# Пашови
Пашови (болг. Пашови) — село в Болгарии. Находится в Пазарджикской области, входит в общину Велинград. Население составляет 859 человек.

## Политическая ситуация
В местном кметстве Пашови, в состав которого входит Пашови, должность кмета (старосты) исполняет Мустафа Мехмед Бандё (Движение за права и свободы (ДПС)) по результатам выборов правления кметства.
Кмет (мэр) общины Велинград — Иван Георгиев Лебанов (независимый) по результатам выборов в правление общины.